# Pont Maunoury (Lagny)
Le pont Maunoury est un pont routier qui permet de relier Lagny-sur-Marne à Thorigny-sur-Marne, en France.

## Origine du nom

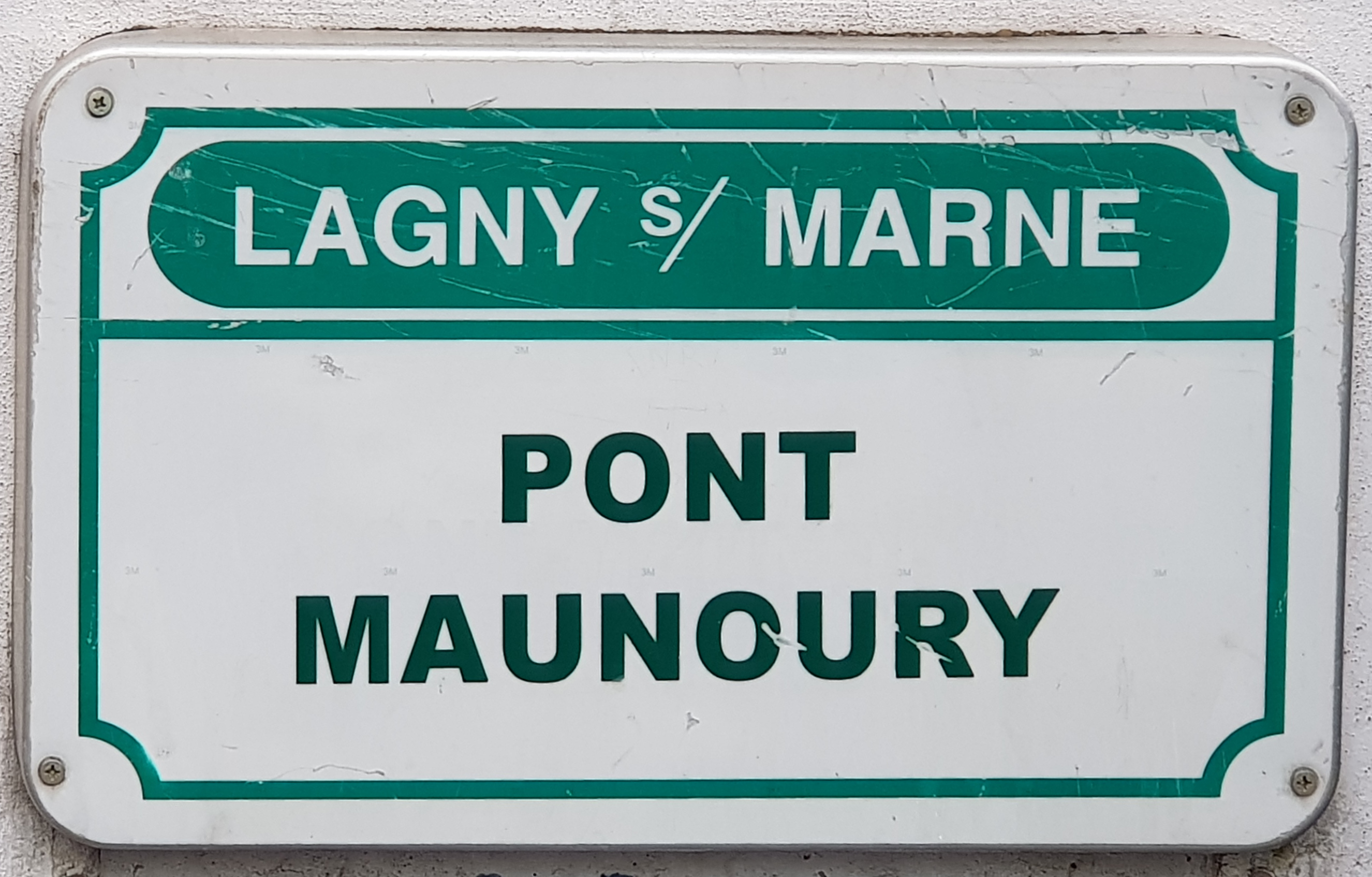
Plaque de rue - Pont Maunoury.

Autrefois appelé pont de fer avant sa destruction en 1914, il est renommé en l'honneur du maréchal Michel Joseph Maunoury lors de sa reconstruction en 1924.

## Histoire
Un premier pont est mentionné à cet endroit en 1257.
Comme le pont Joffre dans la même ville, il est dynamité le 3 septembre 1914 afin de freiner l'avancée allemande.
Il est remplacé par une passerelle provisoire et un pont flottant posé sur des péniches.

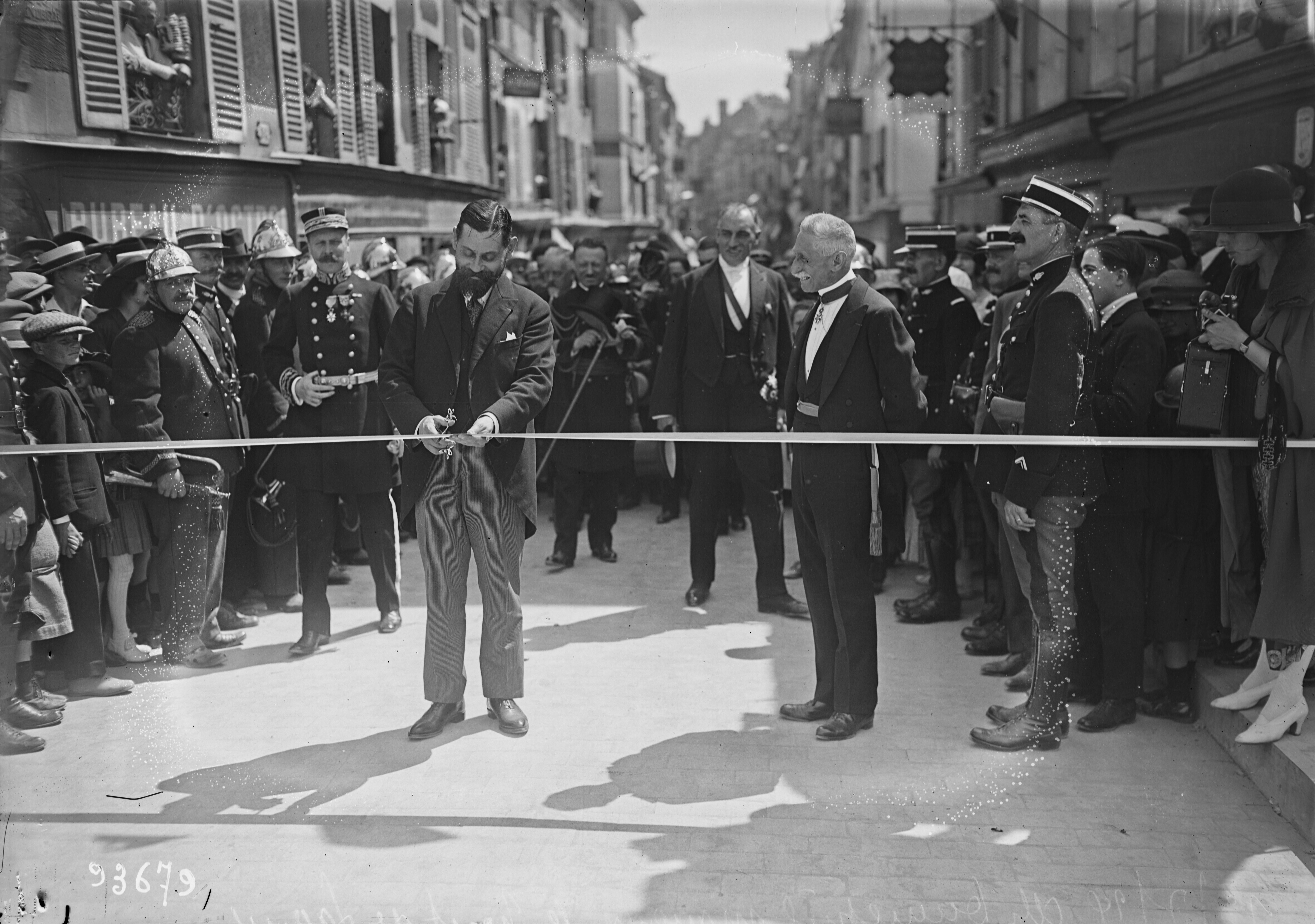
Inauguration du pont le Lagny-sur-Marne par M. Dumesnil le 13 juillet 1924.

Le 13 juillet 1924, on inaugure alors un pont de trois arches en béton armé, qui prend le nom de Pont Maunoury.
Le 30 août 1944, le pont est l’enjeu d’une bataille rangée entre les troupes américaines aidées par des Forces françaises de l'intérieur et les forces allemandes.
Des travaux de restauration y sont entrepris en 2002.